# Anisopogon asiaticus
Anisopogon asiaticus là một loài ruồi trong họ Asilidae. Anisopogon asiaticus được Oldroyd miêu tả năm 1963. Loài này phân bố ở vùng Cổ Bắc giới và châu Á.